# IC 1110
IC 1110 — галактика типу Sa (спіральна галактика) у сузір'ї Мала Ведмедиця.
Цей об'єкт міститься в оригінальній редакції індексного каталогу.